# Anica Savić Rebac
Anica Savić Rebac (Novi Sad, 4. oktobar 1892 — Beograd, 7. oktobar 1953) bila je srpska književnica, istoričarka filozofije, prevodilac i profesorka Univerziteta u Beogradu.

## Detinjstvo i rani radovi
Aničin otac Milan Savić bio je ugledni književni radnik – pisac i prevodilac, urednik i saradnik mnogih književnih časopisa. Aničina majka, Grkinja poreklom, takođe je poticala iz ugledne građanske porodice.
Zahvaljujući ocu, koji je jedno vreme bio sekretar, potom i urednik Letopisa matice srpske, Anica je odmalena bila u dodiru sa književnicima, slikarima i školovanim ljudima tog vremena. Rano je počela da uči klasične i moderne jezike, tako da je već sa trinaest godina imala prve objavljene prevode.
Završila je Srpsku osnovnu školu u Novom Sadu, srednjoškolski tečaj u Srpskoj pravoslavnoj višoj devojačkoj školi, kao redovna učenica, i Srpsku pravoslavnu veliku gimnaziju, kao privatna učenica.
Već 1905. dakle, kada joj je bilo trinaest godina, objavljen je njen prevod Bajronovog speva Manfred. Među njenim prvim radovima su i prevodi Šelija, Emila Verharna. Paralelno se bavila i originalnim književnim stvaranjem. Prva ozbiljna ostvarenja su drame inspirisane antičkim likovima: Nijova, Ifigenija i Poslednja sveštenica Palade Atine. Godine 1906. u časopisu Brankovo kolo izlaze njene pesme Pan i Renesans. Iz pisama koja su Anici upućivali Laza Kostić, Uroš Predić, vidi se da je uživala veliku podršku porodičnih prijatelja, koji su redovno izražavali divljenje prema njenom pesničkom talentu i nadahnutom prevodilačkom radu.

## Univerzitetska karijera i najznačajnija dela
Izvesno je da su je već u najranijoj mladosti privlačili klasična filologija i klasična književnost. Godine 1910. upisuje klasičnu filologiju na Filozofskom fakultetu Univerziteta u Beču. Tokom svojih studentskih dana bila je u centru modernih kulturnih zbivanja s početka XX veka. Sa roditeljima je često putovala, međutim ne obilazeći velike evropske gradove, već mala mesta po morskoj obali i planinama. Kao apsolvent pre školske 1913/14, Anica sa roditeljima napušta Beč i vraća se u Novi Sad. Nakon rata diplomirala je na Filozofskom fakultetu Univerziteta u Beogradu.
Sve do svoje udaje, Anica je živela u Novom Sadu. Teško je pribavljala potrebnu literaturu za svoja istraživanja, na šta se često žalila u svojim pismima prijateljima, i inače se teško nosila sa malom sredinom u kojoj je živela. Volela je Beograd i umetnike sa kojima se u njemu sretala.
U proleće 1921. Anica se venčala sa Hasanom Repcem, službenikom Ministarstva vera Kraljevine Srba, Hrvata i Slovenaca. Godinu dana nakon venčanja, preselili su se u Beograd. Iste godine se zaposlila u Trećoj ženskoj realnoj gimnaziji, prvo kao suplentkinja, a potom kao profesorka latinskog jezika. U toj gimnaziji ostaće do 1930. kada se sa mužem seli u Skoplje, gde je on bio premešten.
Njena zbirka poezije Večeri na moru smatra se kao ženski prilog srpskoj poeziji. Književni kritičar Miodrag Pavlović ocenjivao je da u njenom delu srpska poezija ima značajnog minornog pesnika.
Doktorirala je 1932. na Filozofskom fakultetu Univerziteta u Beogradu, sa temom doktorske disertacije Predplatonska erotologija, kod mentora Veselina Čajkanovića. Nakon doktorske disertacije objavljene su i druge Aničine studije: Geteov Helenizam, Ljubav u filozofiji Spinozinoj, Mistična i tragična misao kod Grka, Štefan George, Platonska i hrišćanska ljubav, Kallistos, Tomas Man i problematika naših dana.
Nakon Drugog svetskog rata, objavljene su i studije o "Luči mikrokozma" i Njegošu: Njegoš, Kabala i Filon, Njegoš i bogumilstvo, Pesnik i njegova poezija. Za Anicu Savić-Rebac "Luča mikrokozma" bila je "najviši izraz jugoslovenske kulture" te je, osim pomenutih studija, objavila i prevode "Luče" na engleski i nemački.
Anica je nastavila da se aktivno bavi prevodilačkim i esejističkim radom. Njeni prevodi i eseji se stalno objavljuju, a 1946. postaje i vanredni profesor na Filozofskom fakultetu u Beogradu.
Vodila je korenspodenciju sa Tomasom Manom, čije je knjige prevodila.

## Smrt i posthumno objavljene studije
Nekoliko meseci nakon smrti svoga muža Hasana, Anica se ubila u svom stanu u Beogradu.
Sahranjena je na beogradskom Novom groblju, 9. oktobra, 1953. godine.
Njeno značajno, ali nedovršeno delo Antička estetika i nauka o književnosti, objavljena je posthumno, 1954, u izdanju beogradske "Kulture". Aničine studije, rasute po brojnim časopisima, prikupio je Predrag Vukadinović i priredio širi izbor iz dela pod naslovom Helenski vidici.

## Privatni život
Anica se udala za Hasana Repca 1921. godine. Hasan je bio Srbin muslimanske veroispovesti iz Mostara. On je diplomirao orijentalne jezike na Sorboni a pre toga je bio komita, dobrovoljac u balkanskim ratovima i sa srpskom vojskom prelazi Albaniju.

## Odabrana dela
Studije i ogledi:
- Geteov Helenizam (1933)
- Ljubav u filozofiji Spinozinoj (1933)
- Mistična i tragična misao kod Grka (1934)
- Štefan George (1934)
- Platonska i hrišćanska ljubav (1936)
- Kallistos (tekst objavljen na nemačkom jeziku u Wiener Studien) (1937)
- Tomas Man i problematika naših dana (1937)
- Njegoš, Kabala i Filon
- Njegoš i bogumilstvo
- Pesnik i njeogova pozicija

Objavljene knjige: 
- Večeri na moru, zbirka pesama (1929)
- Predplatonska erotologija, doktorska disertacija (1932)
- Antička estetika i nauka o književnosti (1954)
- Helenski vidici (1966)

Prevodi: 
- The Ray of the Microcosm (1957)
- Der Strahl des Mikrocosmos.
- Song and Poems of the Partisans: Folk-poetry from Yugoslavia 1941-1945, Beograd, Jugoslovenska knjiga, 1952
- Himna svetlosti, Džon Milton, Skolje, Južni pregled, 1938

## Literatura
- Вулетић, Љиљана (2002). Живот Анице Савић Ребац. Београд.
- Пантелић, Ивана; Милинковић, Јелена; Шкодрић, Љубинка (2013). Двадесет жена које су обележиле XX век у Србији. Београд: НИН.

## Spoljašnje veze
- Muharem Bazdulj - „Anica Savić-Rebac: Ljubav jača od smrti“ на веб-сајту
- Oko magazin: Anica Savić Rebac – umetnica misli (RTS, 2024) на веб-сајту